# Partidor de la Casa Clara
El Partidor de la Casa Clara es un partidor de aguas ubicado en el sector noroccidental del municipio de Potríes (Valencia). Este partidor reparte el caudal de la Común de Gandía y Oliva (Séquia Comuna de Gandia i Oliva) acequias Común de Gandía (Séquia Comuna de Gandia) y Común de Oliva (Séquia Comuna d'Oliva).

## Contexto
Los partidores son instalaciones para distribuir un suministro de agua aplicando una norma preestablecida entre unas partes implicadas. En este caso se trata de repartir entre los regantes -y otros usuarios, como molinos, por ejemplo- de las acequias de Oliva y Gandía, según la Capitulación de 12 de junio de 1509. Esta norma prevé el reparto en proporción de 15 para la de Oliva y 10 para la de Gandía.
Las aguas de la Acequia Común de Gandía surgen por el cajero de la izquierda, en dirección noreste, enfilando el Camino de la Catorzena. Las de la Acequia Común de Oliva lo hacen por el de la derecha, atravesando el antiguo trazado del ferrocarril de Alcoy a Gandía en dirección al Molino Canyar.

## Historia
El edificio debió construirse tras la Concordia de 1511, la cual ejecuta lo dispuesto en la Capitulación de 12 de junio de 1509 entre Gandía y Oliva. La estructura de la división del agua, tal y como aparece en esta Concordia, es vigente en este partidor, pudiéndose observar perfectamente el banco con las puertas y proporciones instruidas.

## Descripción

### Exterior

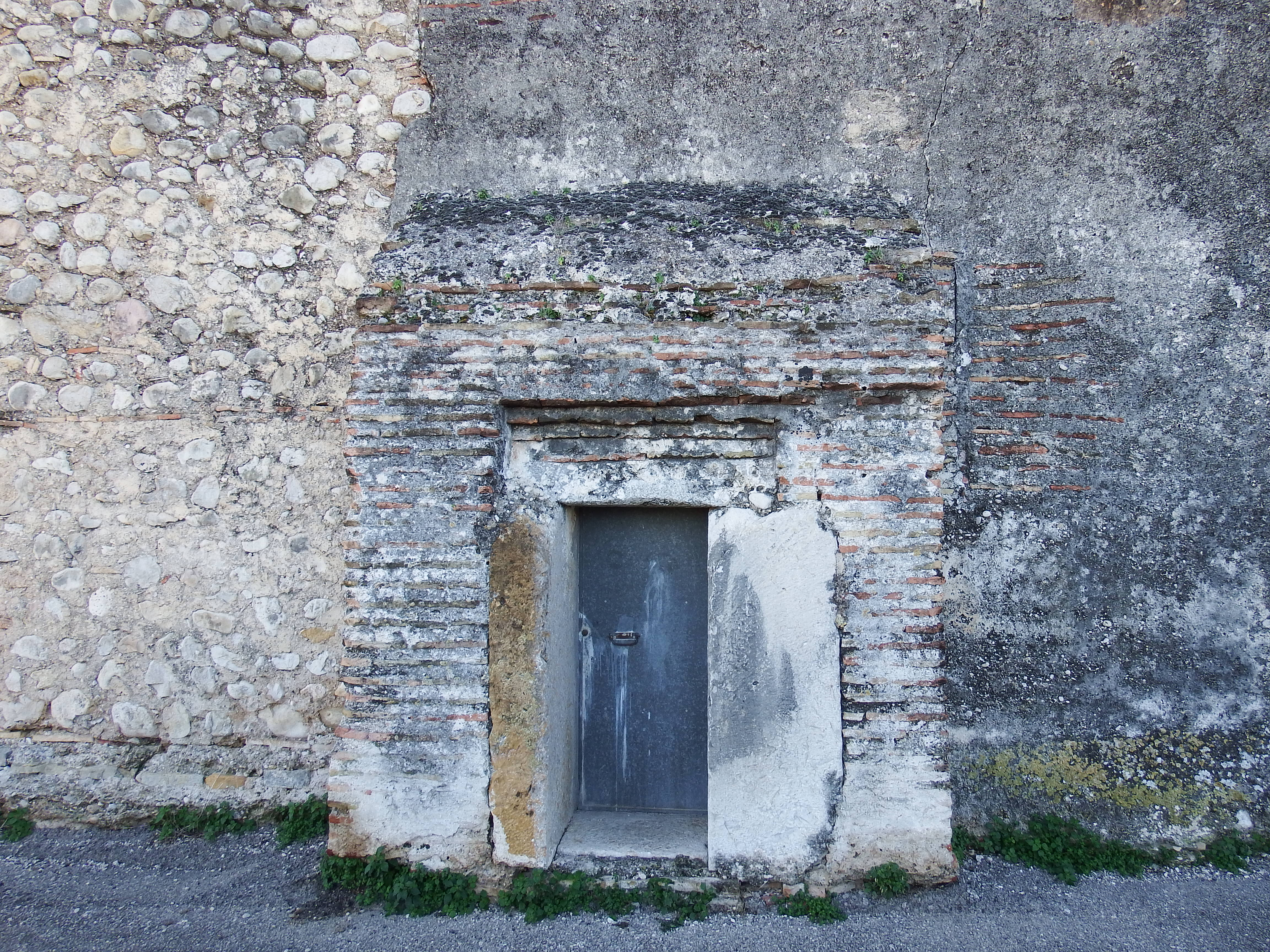
Puerta de acceso

El edificio que contiene el partidor es de planta rectangular, con una anchura de 10,30 metros, una longitud aproximada de 24, y una altura de unos 5,30 metros. Está orientado en dirección sureste-noroeste. El basamento perimetral está realizado con hiladas de losas de piedra calcárea, y sobre estas, una verdugada de ladrillo macizo. Sobre el basamento se levantan los muros que cierran el espacio interior, el cual es diáfano, sin cubierta.
El lienzo sudoccidental está realizado en mampostería ordinaria, en la cual abundan los mampuestos careados, entrejuntado con una gran cantidad de mortero de cal. En el exterior se distinguen los restos de un enfoscado de argamasa de cal. Hay dos tipos de mampuestos en el muro, unos blanquecinos calcáreos, y otros rojizos de composición arcillosa. La entrada de aguas se encuentra centrada en la base del muro y se realiza mediante tres vanos rectangulares, con dinteles y jambas de grandes bloques de piedra caliza, cerrados por sendas rejas de hierro.

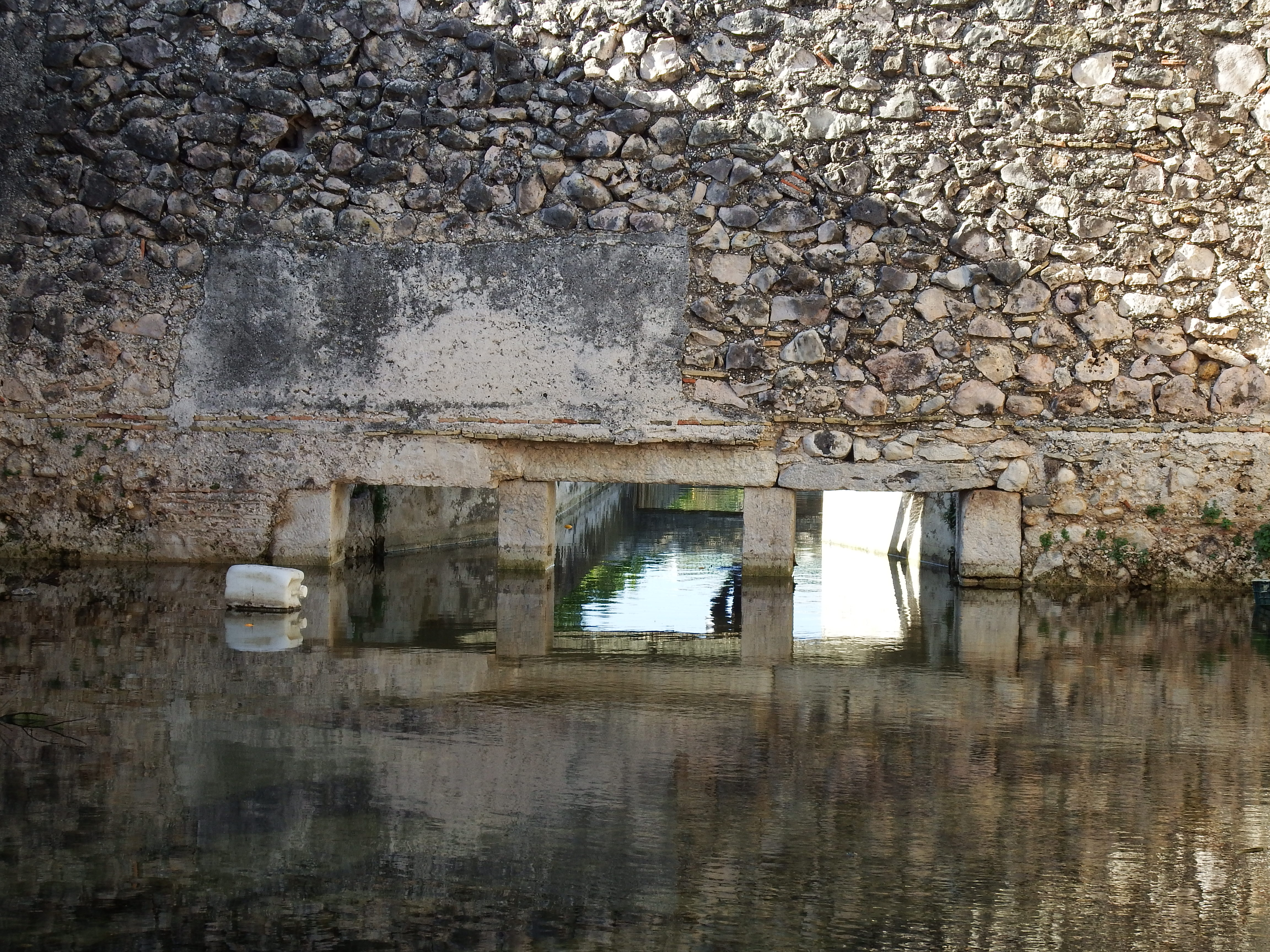
Entrada de las aguas

El muro nororiental también está realizado en mampostería ordinaria, la que se intercalan esporádicamente ladrillos. Sin embargo, la  abundante argamasa está realizada a base de cantos rodados de mediano y pequeño calibre, arena y cal. Un basto enfoscado cubre la mitad inferior del lienzo. En este sector inferior se sitúan dos vanos, aproximadamente rectangulares, con dintel de piedra caliza. Están cerrados con losas de piedra caliza que presentan cada una en su parte central un orificio circular; estos orificios, a modo de ojos de buey, permiten observar el interior del partidor y el funcionamiento del sistema, permitiendo así controlar los pilones de los 25 hilos en que se divide. Las salidas de agua se encuentran en la base del muro. Hay dos, una para la Acequia Común de Oliva y otra para la Acequia Común de Gandía, cada una con tres vanos adintelados en la entrada de aguas, tras los cuales se sitúan sendos espacios abovedados que desembocan en los cajeros de cada acequia.
El muro sudoriental está construido de forma similar al del lienzo sudoccidental, salvo por una mayor proporción de mampuestos rojizos. La totalidad del lienzo aparece recubierto exteriormente por un basto enfoscado de argamasa de cal.
El lienzo noroccidental dispone distintos tipos de aparejo. En el extremo noroeste está construido a base de cantos rodados con abundante mortero entrejuntas y restos de lucido de argamasa de cal. En su tercio inferior, limitado por una verdugada de ladrillo, mortero de cal, y tapial, con un basto enfoscado y restos de enlucido fino de argamasa de cal. En este sector se observa una estructura de ladrillo adosada al muro y ataulada, que enmarca el acceso al interior del edificio. El vano dispone gruesos sillares de piedra calcárea, para el dintel y las jambas. El tercer sector, situado más al sur, dispone aparejo de mampostería ordinaria careada y mortero de cal, enlucida.

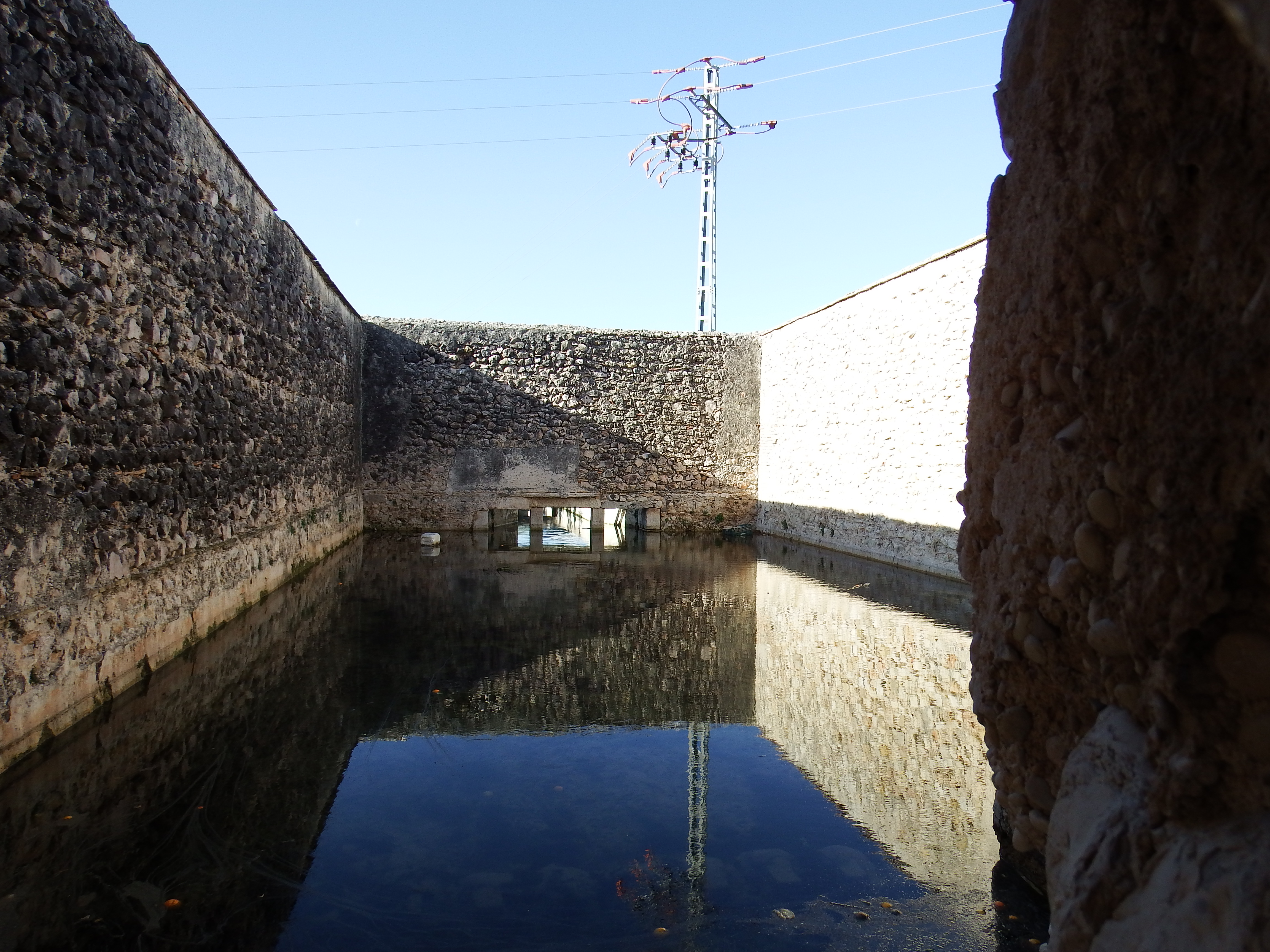
Vista del interior

Las cantoneras del edificio están construidas a base de sillarejo calcáreo encadenado, salvo la situada en el extremo occidental, que es de ladrillo macizo.

### Interior
En el interior del edificio, un su extremo sur, se localiza un pavimento de ladrillo colocado en posición vertical y trabado con mortero de cal hidráulica. En el extremo opuesto hay un gran banco de piedra sobre el que se sitúan los distintos pilones de piedra que dividen las aguas que penetran en el partidor. El suelo, tanto encima como debajo del banco de piedra, está pavimentado con losas de piedra. La mayor parte de los muros del interior están enlucidos, estando el tercio inferior revestido mediante una fina argamasa de cal hidráulica.